# Cottbuser Ostsee
Der Cottbuser Ostsee, niedersorbisch Chóśebuski pódzajtšny jazor, ist ein Tagebaurestsee östlich von Cottbus. Er entstand zwischen April 2019 und Dezember 2024 mit Erreichen seines Nominalpegels von 62,5 Metern Normalhöhe über dem Meer durch die Flutung des Braunkohletagebaus Cottbus-Nord. Mit 18,8 Quadratkilometern ist er der größte künstliche See Deutschlands.

## Geschichte des Tagebaus
Der Tagebau Cottbus-Nord war mit etwa 83 Millionen Tonnen abbaubarer Braunkohle der kleinste der fünf Vattenfall-Tagebaue und diente bis zum Abbauende 2015 ausschließlich der zusätzlichen Versorgung des Kraftwerks Jänschwalde. Durch Übernahme der deutschen Braunkohlesparte von Vattenfall gingen auch die Rekultivierungsverpflichtungen an die LEAG über.

## Umwandlung zum See

### Bauliche Maßnahmen
Im Jahr 2001 wurde in einem europaweit ausgeschriebenen Wettbewerb eine Ideensammlung entwickelt, aus der ein Masterplan für die Gestaltung des 1880 Hektar großen Sees und der umliegenden Uferabschnitte erstellt wurde.
Am 24. August 2009 erfolgte der erste Spatenstich für die umfangreichen Uferbefestigungen an der Südostecke des Tagebaues. Erstes sichtbares Zeichen der neuen Landschaft war der 34 Meter hohe Aussichtsturm Merzdorf am Westrand des Tagebaus. Im Juli 2010 wurde auf der Nordseite (Bärenbrücker Höhe) der 57 Meter hohe Aussichtsturm Teichland fertiggestellt.
Eine Verkehrsanbindung von Cottbus zum See auf einem ehemaligen Teilstück der Bahnstrecke Cottbus–Guben wurde 2011 verworfen. Zwischen September 2011 und März 2012 wurden stattdessen alternative Verkehrsanbindungen geschaffen.
Die Planungen für den See sehen mehrere Jachthäfen, eine Fährverbindung Cottbus–Neuendorf und mehrere Badestrände vor. In der am östlichen Seeufer gelegenen Gemeinde Teichland wurde bei Neuendorf ein Freizeitpark mit Sommerrodelbahn, einem Skulpturenpark mit altslawischen Göttern (Götterhain) und weiteren Attraktionen errichtet.

### Flutung

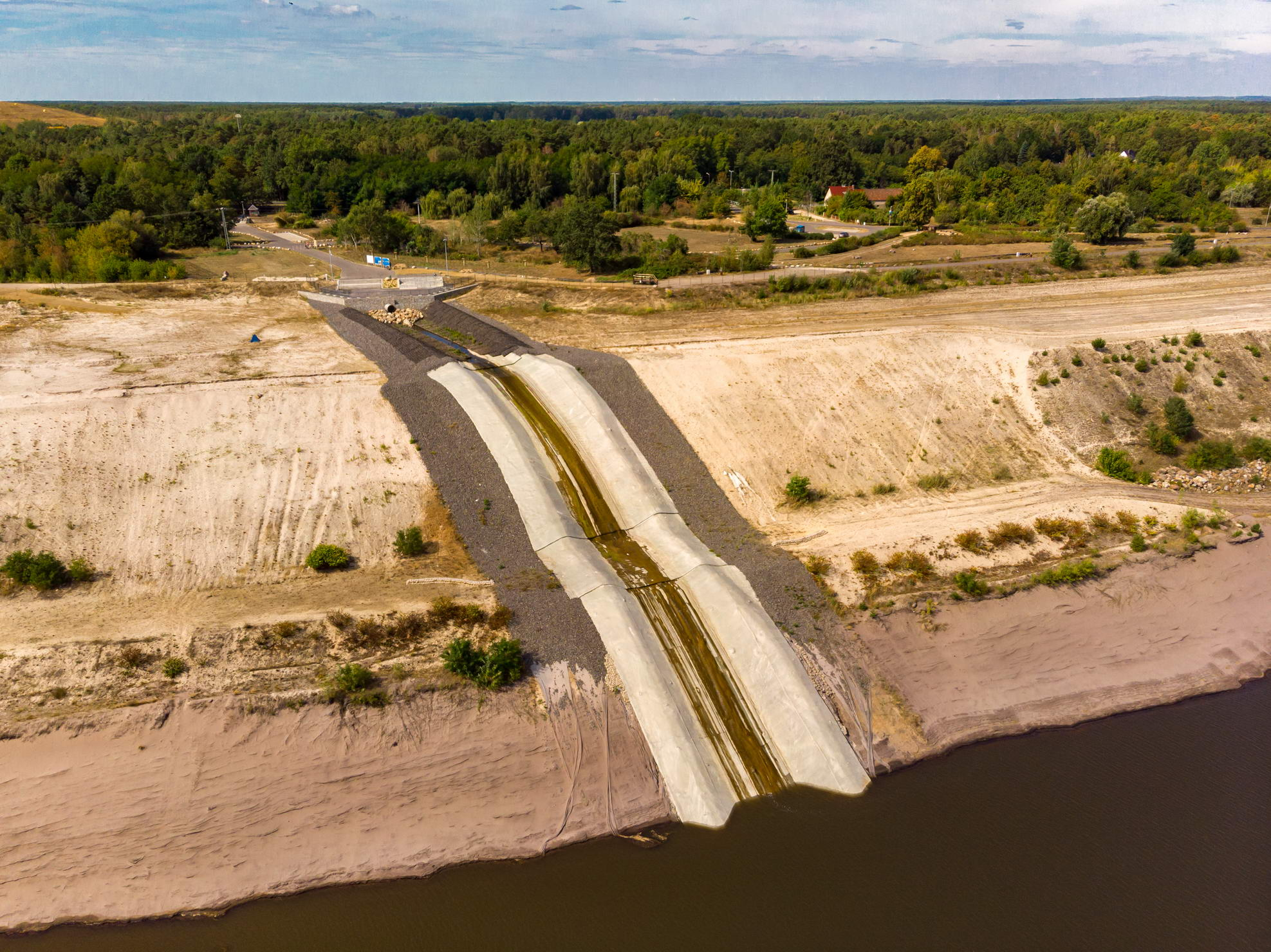
Einlaufbauwerk bei Lakoma, 2019

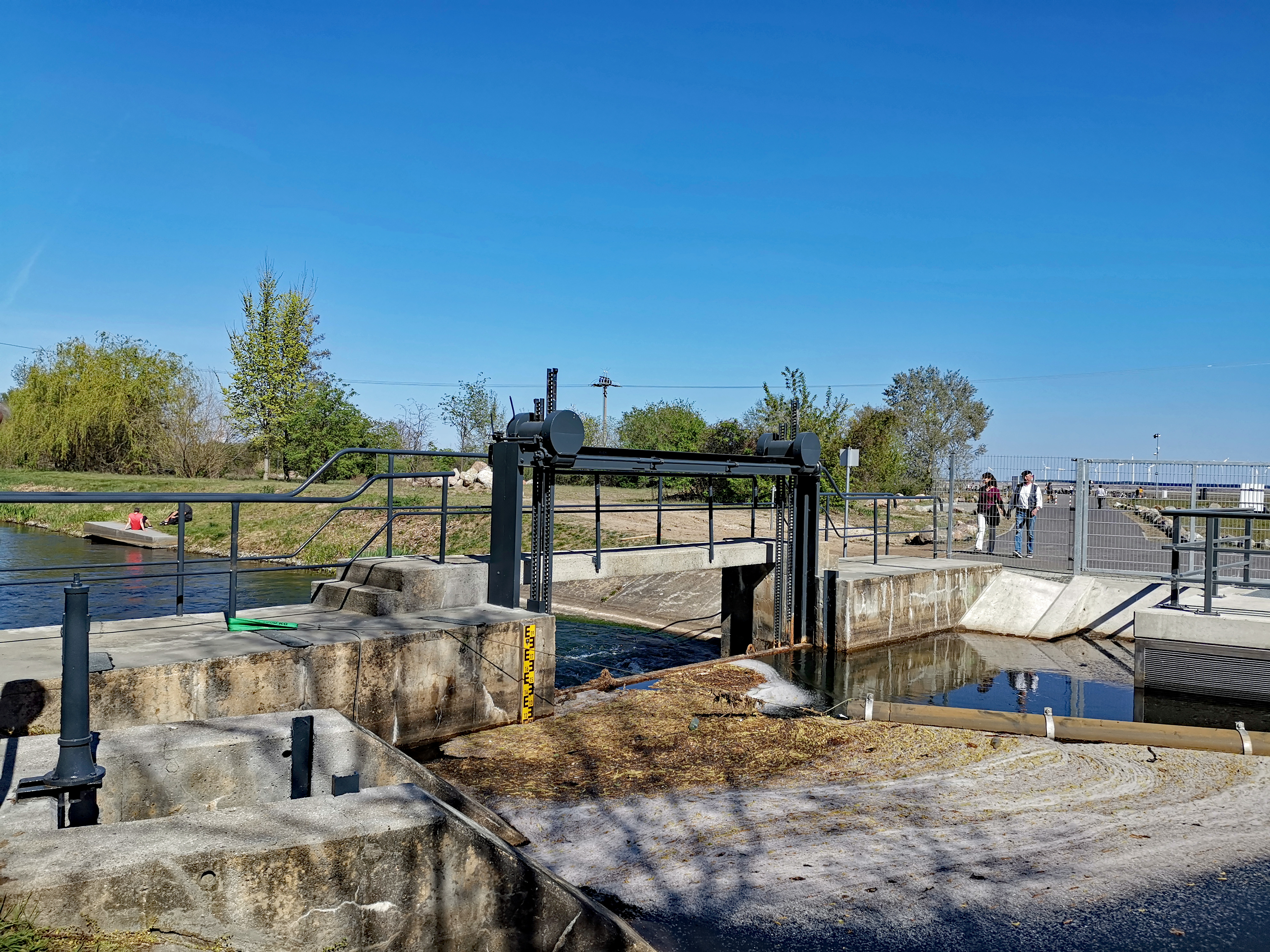
Wehranlage bei Lakoma, 2019

Zunächst sollte die Flutung Ende 2018 beginnen, was wegen Wassermangels in der Spree durch den zurückliegenden dürren Sommer aber nicht möglich war. Im Januar 2019 fand dann jedoch ein Testlauf für den Wasserzulauf statt und die reguläre Flutung des Tagebaurestlochs begann am 12. April 2019. Der Zulauf zweigt in Lakoma im Süden des Cottbuser Ortsteils Willmersdorf vom Hammergraben ab. Das aufsteigende Grundwasser trug dabei rund zwölf Prozent der nominalen Seewassermenge von 126 Millionen Kubikmetern bei, wobei der See an den meisten Stellen eine Tiefe von etwa 2,5 bis 3 Metern, in manchen Randabschnitten aber auch bis zu 30 Metern, aufweist.

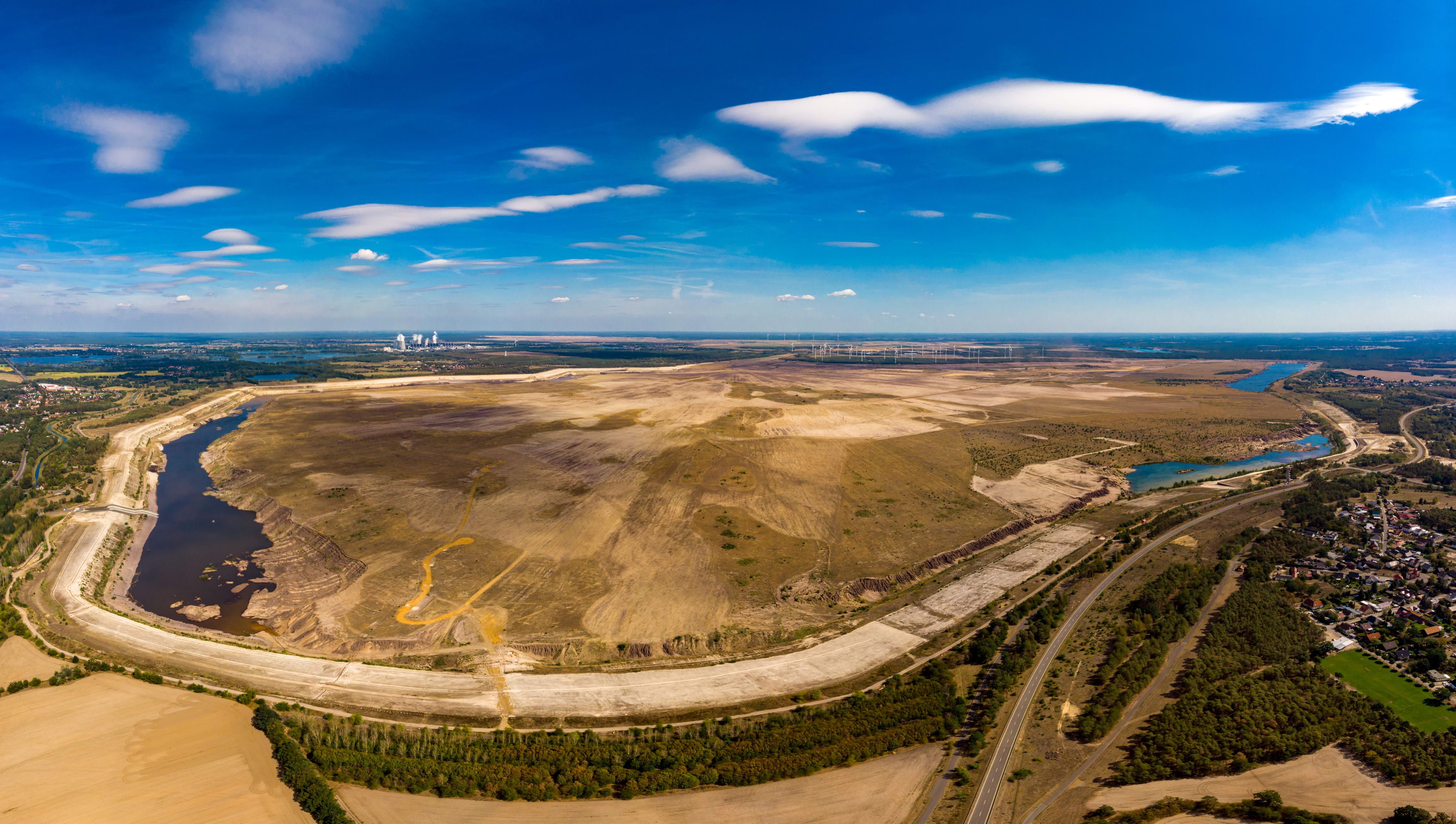
Der Cottbuser Ostsee knapp fünf Monate nach Flutungsbeginn im September 2019

Nach einer probeweisen Flutung ab dem 12. April 2019 musste diese wegen anhaltender Trockenheit jedoch gleich wieder für sieben Monate ausgesetzt werden, konnte dann nach vermehrten Niederschlägen Anfang 2020 aber auch wieder verstärkt werden. Im Dezember 2020 war der See zu 44 Prozent bezogen auf die Füllhöhe bzw. acht Prozent auf das Volumen gefüllt, im März 2022 waren es 83 Prozent und im Juni 2023 93 Prozent der Füllhöhe. Im November 2023 erreichte der See einen Wasserspiegel von 58,7 Metern über NHN und im März 2024 60,6 Metern über NHN. Am 23. Dezember 2024 erreichte der Ostsee seinen Zielwasserstand von 62,5 Metern und gilt damit als vollständig geflutet. Um Verluste durch Verdunstung und Versickern auszugleichen, soll dem Ostsee auch zukünftig Spreewasser zugeführt werden.

### Diskussion um Nutzung als Wasserspeicher
Infolge starker Regenfälle im Winter 2023/24 und vor dem Hintergrund der generellen Trockenheit der Lausitz und des Klimawandels wurde im Januar 2024 vorgeschlagen, den See als Wasserspeicher zu nutzen, der sowohl Hochwasser auffangen, als auch bei Trockenheit Wasser abgeben könnte. Eine derartige Nutzung steht durch dadurch hervorgerufene Schwankungen des Wasserspiegels in Spannung mit anderen Nutzungen, jedoch sind Kompromisslösungen, wie zum Beispiel beim fränkischen Seenland denkbar. Dort werden die Rollen als Wasserspeicher, als Teil der Donau-Main-Überleitung und als Freizeitgebiet durch Schwankungsbegrenzungen bei der Regulierung der Wasserspiegel miteinander vereinbar.

### Diskussion um Nutzung als Energiespeicher
Die Stadtverwaltung Cottbus erwägt den Bau einer Seewasser-Wärmepumpe. Diese soll etwa 40 Prozent des Cottbuser Fernwärmebedarfs decken und das Kraftwerk Jänschwalde nach dessen Stilllegung teilweise ersetzen.

## Name des Sees
Der Cottbuser Ostsee trägt nach einem Beschluss der Cottbuser Stadtverordneten seit dem 30. Mai 2013 diesen Namen. Er war 1998 im Rahmen einer Arbeitssitzung aufgekommen, in der es um die Entwicklung des Ortsteils Merzdorf ging. Der 2002 gegründete Inselrat mit den Vertretern der Anrainergemeinden des Tagebaus sowie den beratenden Mitgliedern der Ortsbeiräte Willmersdorf, Merzdorf und Dissenchen stimmte im Dezember 2012 der Benennung „Cottbuser Ostsee“ zu.

## Seeumgebung und Tourismus
Im Juli 2016 wurde von einer Marketingfirma zusammen mit den Anrainern des Sees eine Potenzialanalyse vorgestellt. Diese Analyse orientierte sich an realistischen Umgebungsvariablen und reduzierte die Projekte der Vorplanungen auf ein konsensfähiges Maß. Einige Projekte wurden gestrichen, andere dem tatsächlich prognostizierten Bedarf angepasst.
Gleichwohl war zu diesem Termin die Frage noch nicht beantwortet, wer der Eigentümer des größten Brandenburger Sees sein wird. Das Land Brandenburg hielt sich die Option offen, den See als Speicherbecken mit ständig schwankenden Pegelständen zu betreiben. Allein dieses Szenario hätte viele der in der Potenzialanalyse vorgestellten Projekte gefährden bzw. deren Überarbeitung erfordern können.
Im Juli 2016 unterstützte das Bundesbauministerium mit 180.000 Euro den städtebaulichen Wettbewerb für das Hafenquartier Cottbus am See.
Obwohl der Cottbuser Ostsee erst ab 2019 geflutet wurde, fand trotzdem bereits in den Jahren zuvor zu Ehren des künftigen Sees jährlich das „Ostsee-Fest“ statt. Es wanderte von Jahr zu Jahr einmal rund um den zukünftigen See. 2014 war Maust in der Gemeinde Teichland Gastgeber der Feierlichkeiten. Des weiteren finden die Ostsee-Sportspiele im Sommer statt.

## Häfen

### Neuendorf
Ende August 2012 wurde der Architekturwettbewerb für den Neuendorfer Ostseehafen entschieden. Nach dem Plan sollte der Hafen eine Fläche von 14.800 m² umfassen, mit Bootsstegen und Liegeplätzen für rund 120 Boote. Das Konzept ging von einer Hafenbucht mit mehreren vorgelagerten Inseln aus; auf der größten sollte ein über eine Brücke erreichbares Hotel entstehen. Das Hafenhintergrundgebiet mit Bootshallen, Geschäften und Einfamilienhäusern sollte etwa drei Hektar umfassen.
Bereits vor Flutungsbeginn wurde ein erheblicher Teil der Bauarbeiten an der sogenannten „Seeachse“ durchgeführt.

### Cottbuser Stadthafen
Am 30. Januar 2018 teilte die Stadtverwaltung Cottbus mit, dass der Entwurf des Hamburger Architektenbüros Fehlig & Moshfegi den ersten Preis im Städtebau-Wettbewerb „Hafenquartier Cottbus“ gewonnen hat. Alle Wettbewerbsentwürfe waren ab 2. Februar 2018 im Cottbuser Rathaus ausgestellt. Im Juli 2018 fand dann eine Zeremonie statt, bei der Brandenburgs Infrastrukturministerin Kathrin Schneider (SPD) den symbolischen ersten Rammschlag für die Kaimauer setzte. Nach einer Bauverzögerung wegen schlechter Betonqualität wurde am 25. August 2019 der Bau der Kaimauer und des Hafenbeckens abgeschlossen, diese wurde im Rahmen des 14. Ostseefestes der Öffentlichkeit präsentiert.

## Chronik

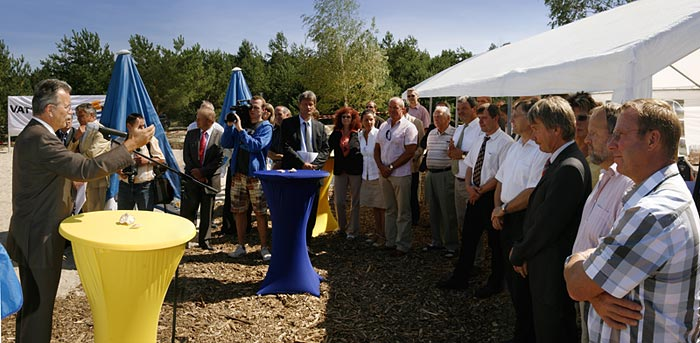
24. August 2009: Startschuss für die Bauarbeiten zur Uferbefestigung an der Südostecke des zukünftigen Sees

Aussichtsturm Neuendorf mit Sommerrodelbahn, Irrgarten und „slawischem Götterhain“, 2011

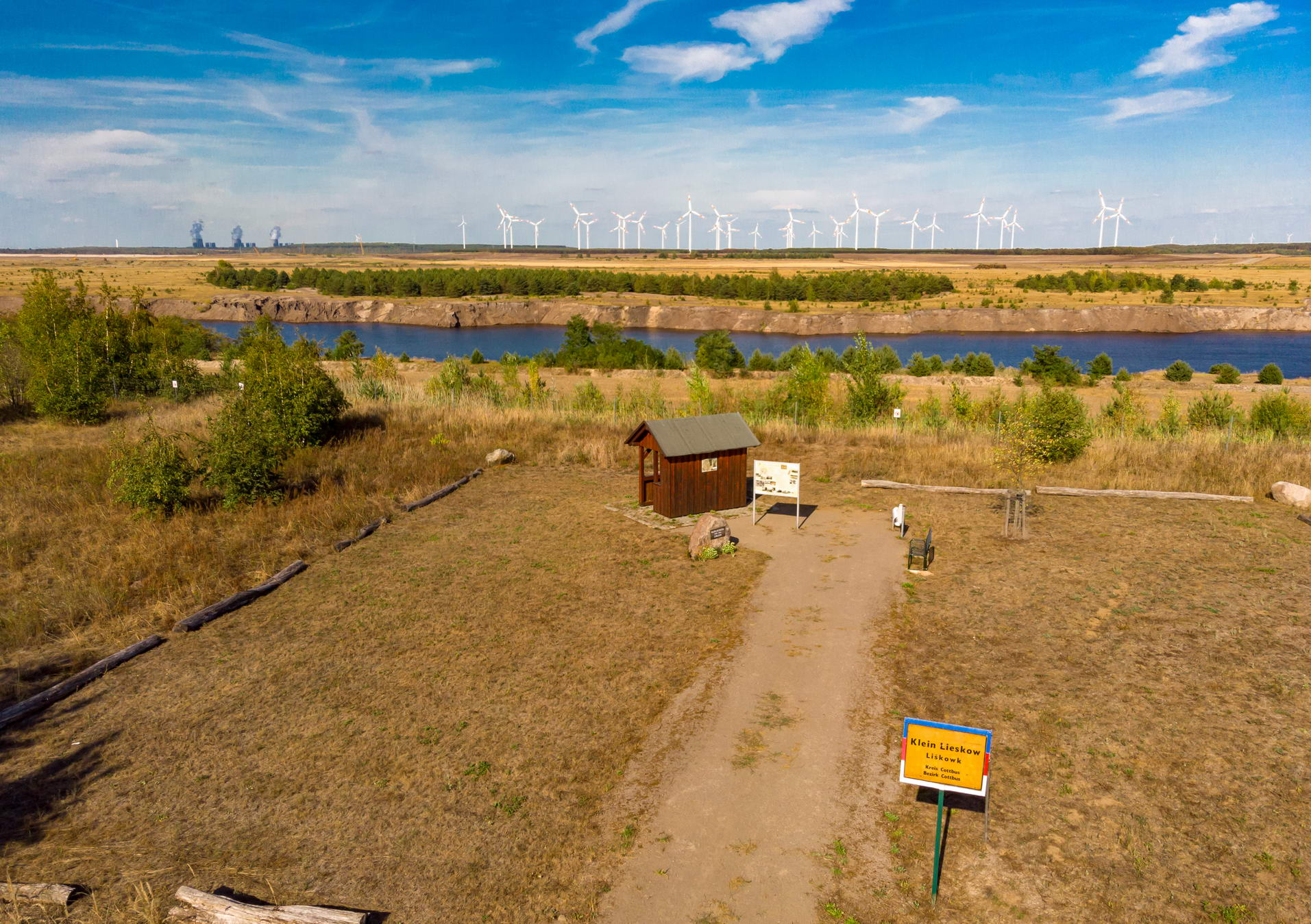
Denkmal für das abgebaggerte Dorf Klein Lieskow

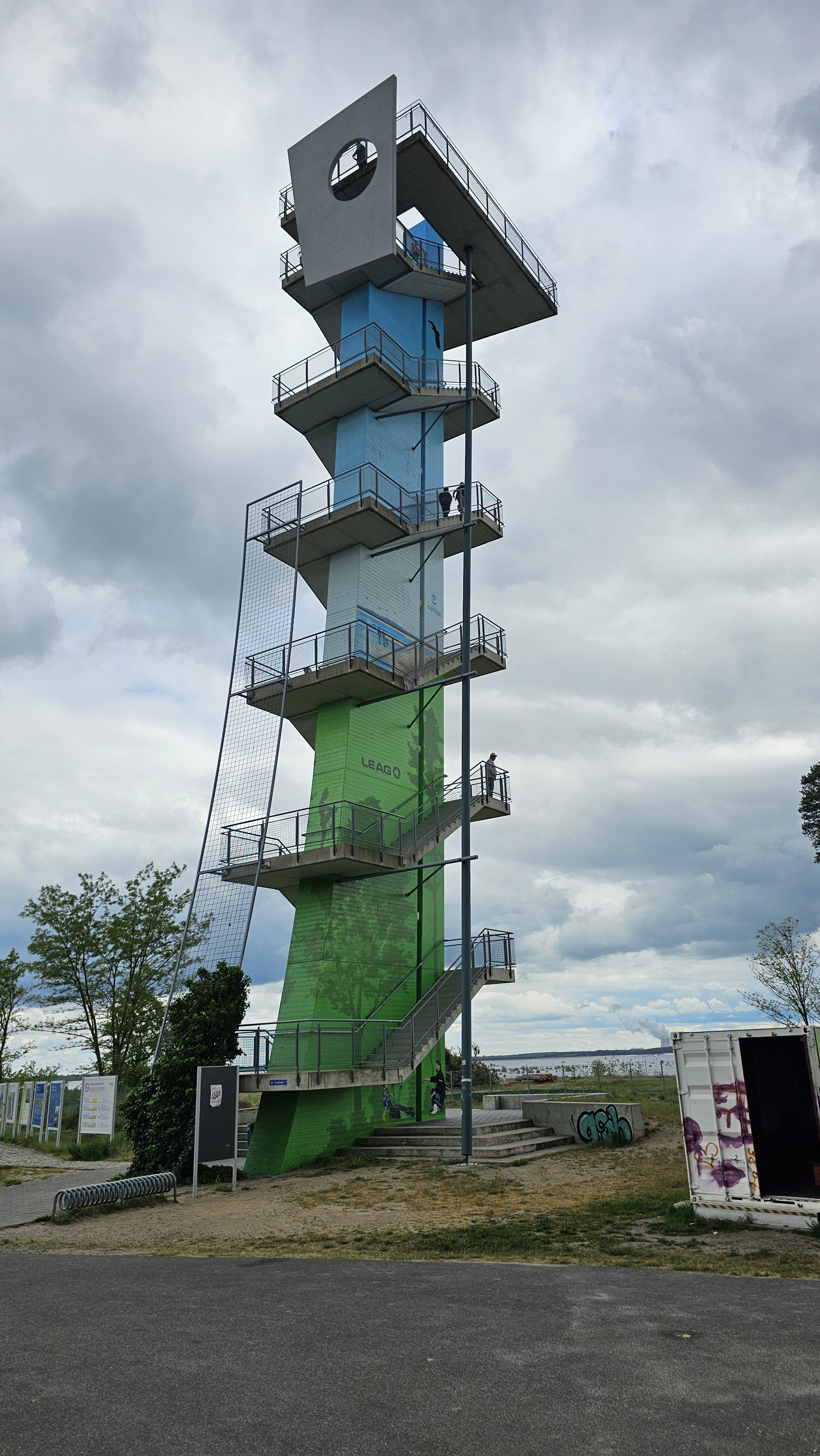
Aussichtsturm Merzdorf; im Hintergrund das Kraftwerk Jänschwalde (September 2019)

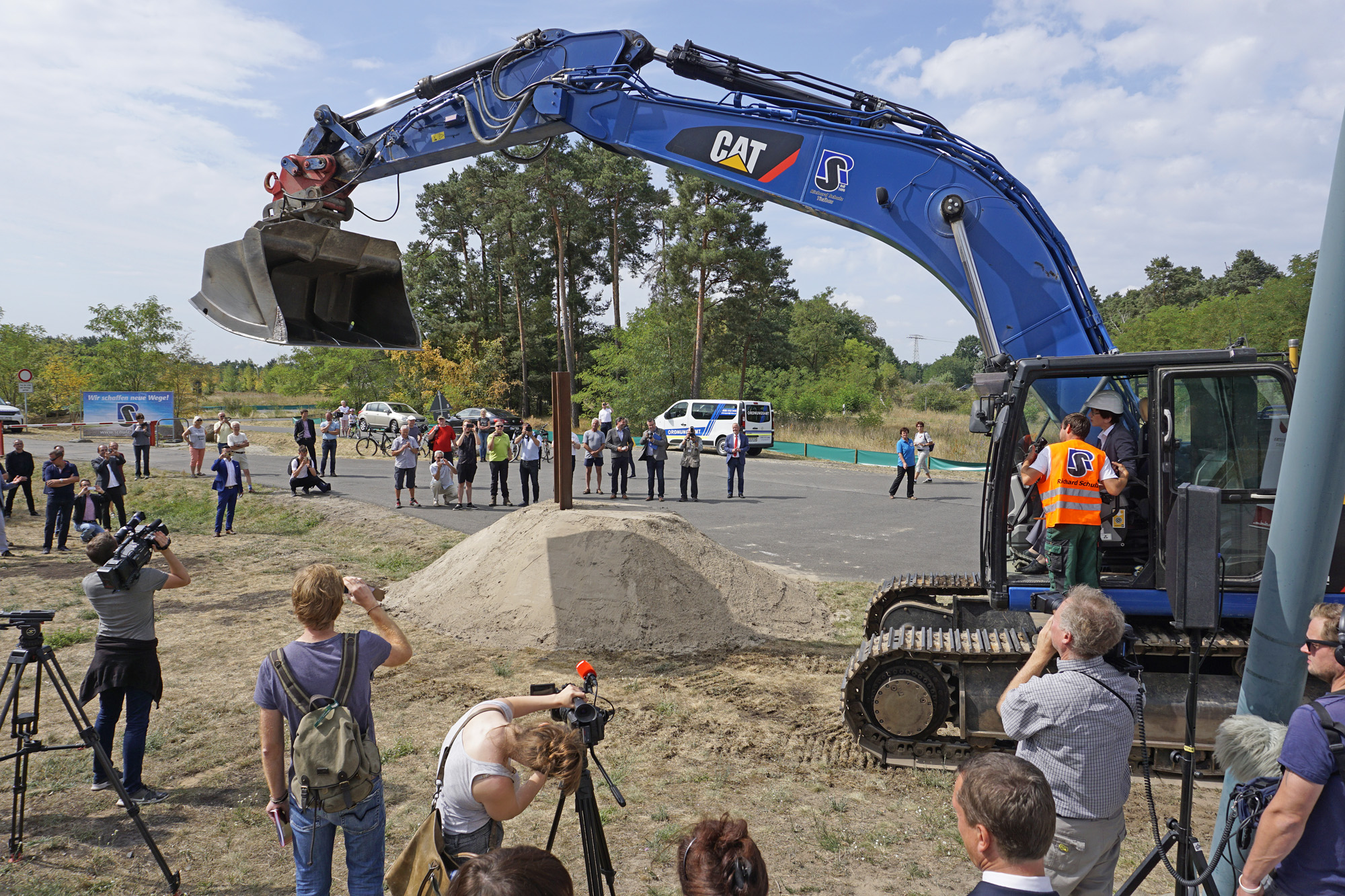
Erster Rammstoß für den Bau der Kaimauer bei Merzdorf am 9. Juli 2018

| Datum                | Ereignis | Standort                               |
| -------------------- | --- | -------------------------------------- |
| 2006                 | Fertigstellung des 34 Meter hohen Aussichtsturmes Merzdorf mit 173 Stufen. | Cottbus-Merzdorf                       |
| 25. Juni 2006        | Das 1. Ostseefest, damals noch im Rahmen der Internationalen Bauausstellung Fürst-Pückler-Land, stimmt die Cottbuser auf ihren See ein. | Cottbus-Merzdorf, Bahnhof / Bahntrasse |
| 10. September 2006   | Einweihung des Ehrenhaines für Feuerwehrleute, die während ihres Dienstes ums Leben gekommen sind. | Nordufer                               |
| Sommer 2008          | Fertigstellung des Freizeitparkes „Erlebnispark Teichland“ u. a. mit Sommerrodelbahn, Minigolf, Kletterfelsen. | Bärenbrücker Höhe                      |
| Sommer 2009          | Der Tagebau Cottbus-Nord vollführt (nachdem er Cottbus-Merzdorf passiert hat) einen Knick nach Norden zur letzten Etappe des Tagebaus. Dabei wird das Areal der ehemaligen Ortschaft Lakoma und dessen Teichgebiet „überfahren“.                                                                                      | Nordufer                               |
| 24. August 2009      | Erster Spatenstich zur Ufergestaltung des Sees. | Südostufer                             |
| 12. Juni 2010        | Einweihung der Gedenkstätte für das abgebaggerte Dorf Tranitz. | Nordosten am Windpark                  |
| 17. Juli 2010        | Einweihung des zweiten Aussichtsturmes/Museums (57 m hoch, 272 Stufen) im Rahmen des 5. Cottbuser-Ostsee-Festes. | Neuendorf (Teichland)                  |
| Sept. 2011–März 2012 | Umfangreiche Ufergestaltung von Schlichow bis Cottbus, Umfeld des Aussichtsturms Merzdorf gestaltet. | Südufer Cottbus-Merzdorf               |
| 9. Juni 2012         | Einweihung der Gedenkstätte für die zwischen 1976 und 1984 devastierten Orte Groß- und Klein Lieskow. | Südostufer östlich von Schlichow       |
| 3. September 2012    | Einweihung des ersten Teilstücks der Ortsumgehung Cottbus, die zugleich die Verkehrsanbindung zum Cottbuser Strand ist. | bei Merzdorf                           |
| Herbst 2012          | Fertigstellung der Uferböschung des künftigen Strandbereiches am Südostufer. | Schlichow bis Merzdorf                 |
| 30. Mai 2013         | Offizielle Namensverleihung „Cottbuser Ostsee“ durch die Stadt Cottbus und die Anrainergemeinden. |                                        |
| 23. Dezember 2015    | Einstellung des Tagebaubetriebes. | Tagebau Cottbus-Nord                   |
| ab Februar 2016      | Beginn der Böschungsarbeiten am Westufer zwischen Merzdorf und Lakoma. | zwischen Merzdorf und Lakoma           |
| 3. März 2016         | Sprengung der Abraumförderbrücke F34. Sie war 32 Jahre lang im Einsatz und die letzte dieses Modells. 24 kg Sprengstoff, verteilt an 150 Stellen an der Förderbrücke, waren dazu erforderlich. | bei Neuendorf                          |
| 6./7. Juli 2016      | Vorstellung einer von der Stadt Cottbus beauftragten Potenzialanalyse Cottbuser Ostsee, einer Gemeinschaftsarbeit von zwei Firmen. | Stadthaus Cottbus                      |
| Dezember 2016        | Abschluss der Rütteldruckverdichtungsarbeiten an der Südböschung des Cottbuser Ostsees. Es wurden auf einer Fläche von 1,2 km Länge und bis zu 108 m Breite rund 3,4 Mio. m³ Erdmasse zu einem Stützkörper verdichtet. Dabei wurden 140.000 Kubikmeter Erdmasse dazugegeben, um die Verdichtung auszugleichen.        | Südböschung                            |
| 2. Juni 2017         | 1. Spatenstich für den Bau des Ostsee-Zulaufs, der die Verbindung von der Spree zum Cottbuser Ostsee herstellen soll. 80 % des Seewassers soll über diese Verbindung in den See laufen. Der Zulauf wurde im Oktober 2018 fertiggestellt und im Januar 2019 erfolgreich getestet.                                      | bei Lakoma                             |
| 20. März 2018        | Die Stadt Cottbus und die LEAG unterzeichnen einen Ankaufsvertrag und legen damit die Grundlage für den Bau der Cottbuser Kaimauer. Cottbus hat damit Besitzrecht an Ostseehafen-Grundstücken. | Cottbus                                |
| 9. Juli 2018         | Erster Rammschlag zum Bau der Cottbuser Kaimauer im Beisein von Vertretern der Stadtspitze, der LEAG und der brandenburgischen Ministerin für Infrastruktur und Landesplanung Kathrin Schneider. Für den Bau der 820 m langen Kaimauer werden rund 92.000 Kubikmeter Erde bewegt.                                     | Cottbus-Merzdorf                       |
| Januar 2019          | Der Flutungsbeginn wird wegen Bauverzögerungen an der Cottbuser Kaimauer ein zweites Mal verschoben. Schon im Sommer hatte man den Termin wegen der Wasserknappheit auf unbestimmte Zeit verschoben. Die LEAG testete jedoch Mitte Januar 2019 das Einlaufbauwerk für die Flutung für eine Woche.                     | Einlassbauwerk bei Lakoma              |
| 12. April 2019       | Offizieller Flutungsbeginn. Vertreter der LEAG (Vorstand Helmar Rendez), der Stadt Cottbus (OB Holger Kelch) und des Landes Brandenburg (Ministerpräsident Dietmar Woidke) drückten gemeinsam auf einen Knopf und leiteten damit die Flutung ein.                                                                     | Einlassbauwerk bei Lakoma              |
| 26. April 2019       | 14 Tage nach Flutungsbeginn wurde die Zuführung von Spreewasser für den See wieder gestoppt. Grund ist die bereits seit dem Vorjahr andauernde extreme Trockenheit und damit verbundene niedrige Pegelstände. | Cottbus, LEAG                          |
| 20. August 2019      | Die Arbeiten an der rund 7 Millionen Euro teuren Kaimauer am zukünftigen Cottbuser Hafen sind abgeschlossen. | Cottbus, Hafengelände                  |
| 24. Januar 2022      | Erster Spatenstich für den Bau des Sportboothafens mit 100 Boots-Liegeplätzen am Cottbuser Ostsee. Der Hafen wurde im November 2022 fertig gestellt. | Neuendorf                              |
| 1. Juni 2022         | Füllstand 83 % der Flutungshöhe, 67 Millionen m³ aus der Spree bisher eingeleitet (126 Millionen m³ Endvolumen, davon etwa 20 % durch Grundwasser geplant) und damit mit Verdunstung etwa halb gefüllt. |                                        |
| 31. Mai 2024         | Beginn der Installation einer Photovoltaikanlage auf dem See. Sie besteht aus über 51.000 Solarmodulen, hat eine Fläche von etwa 16 Hektar und soll rund 8250 Haushalte mit Strom versorgen können. Die Anlage wurde im Oktober 2024 fertig montiert und ist (Stand 2024) die größte Wasser-Solaranlage Deutschlands. |                                        |
| 23. Dezember 2024    | Nennpegel von 62,5 Meter ist erreicht. Der See ist somit vollständig geflutet. |                                        |

## Planung
| Typ                                           | Ort | Fertigstellung   |
| --------------------------------------------- | --- | ---------------- |
| Häfen                                         | Cottbuser Stadthafen, Neuendorfer Hafen |                  |
| Fähranleger                                   | Cottbus-Hafen, Neuendorf-Hafen |                  |
| Strände                                       | Cottbuser, Merzdorfer Surfstrand, Willmersdorfer, Jugendorf (Neuendorf), Neuendorfer, Bärenbrücker Bucht                                        |                  |
| Campingplätze                                 | Willmersdorf, Jugendorf (Neuendorf) |                  |
| schwimmende Photovoltaik-Anlage mit 29 MW     | Cottbus, ca. 2,4 km vom Cottbuser Stadthafen entfernt Richtung Teichland                                                                        | Winter 2024/2025 |
| gestrichene Projekte aus vorherigen Planungen | Binnenhafen Dissenchen, Seebühne Merzdorf, Golfplatz Schlichow, Wildwasserbahn, Verbindung Klinger See/Ostsee, Lakomaer Hafen (Stand Juli 2016) |                  |

## Filmdokumentation
- Brandenburgs größter See entsteht, Langzeitdokumentation des rbb-Studios Cottbus von Maren Schibilsky und Wolfgang Albus[26]
- Der Traum vom Ostsee (2019, 30 Minuten)
- Warten auf den Ostsee (2020, 43 Min.)
- Leben am Ostsee (2021, 44 Min.)
- Aufbruch am Ostsee (2022, 43 Min.)
- Unruhe am Ostsee (2023, 44 Min.)
- Hoffnung am Ostsee (2024, 44 Min.)